# Georg Aumann
Georg Aumann (Munique, 11 de novembro de 1906 – Munique, 4 de agosto de 1980) foi um matemático alemão.
Aumann estudou matemática e física a partir de 1925 na Universidade de Munique onde foi aluno de, dentre outros, Constantin Carathéodory e Heinrich Tietze, que foram seus orientadores de doutorado, com a tese Beiträge zur Theorie der Zerlegungsräume, defendida em 1931. Em 1933 habilitou-se duas vezes, na Universidade Técnica de Munique e na Universidade de Munique (com dois distintos trabalhos de habilitação). Em 1934/1935 foi bolsista Rockefeller no Instituto de Estudos Avançados de Princeton. Em 1936 foi professor extraordinário na Universidade de Frankfurt. Em 1949 foi professor ordinário na Universidade de Würzburgo e em 1950 na Universidade de Munique. Em 1960 foi professor ordinário da Universidade Técnica de Munique.
Em 1958 foi membro ordinário da Academia de Ciências da Baviera. Em 1977 foi honoris causa da Universidade de Erlangen.

## Obras
- Reelle Funktionen, Grundlehren der mathematischen Wissenschaften, Springer Verlag, 2. Edição 1969
- Höhere Mathematik, Volumes 1-3, BI Hochschultaschenbücher 1970/71
- Ad artem ultimam: eine Einführung in die Gedankenwelt der Mathematik, Oldenbourg 1974
- com Otto Haupt: Einführung in die reelle Analysis, 3 Volumes, De Gruyter, 3. Edição 1974 a 1983
- Approximation von Funktionen, in Robert Sauer, Istvan Szabo Die mathematischen Hilfsmittel des Ingenieurs, Volume 3, Springer Verlag 1968